# Colebrook (Nou Hampshire)
Colebrook és una població dels Estats Units a l'estat de Nou Hampshire. Segons el cens del 2000 tenia 2.321 habitants.

## Demografia
Segons el cens del 2000, Colebrook tenia 2.321 habitants, 1.035 habitatges, i 607 famílies. La densitat de població era de 21,9 habitants per km².
Dels 1.035 habitatges en un 25,1% hi vivien nens de menys de 18 anys, en un 46,2% hi vivien parelles casades, en un 8,1% dones solteres, i en un 41,3% no eren unitats familiars. En el 34% dels habitatges hi vivien persones soles el 14,3% de les quals corresponia a persones de 65 anys o més que vivien soles. El nombre mitjà de persones vivint en cada habitatge era de 2,2 i el nombre mitjà de persones que vivien en cada família era de 2,76.
Per edats la població es repartia de la següent manera: un 22,2% tenia menys de 18 anys, un 7,2% entre 18 i 24, un 26,9% entre 25 i 44, un 27,2% de 45 a 60 i un 16,5% 65 anys o més.
L'edat mediana era de 41 anys. Per cada 100 dones de 18 o més anys hi havia 93,3 homes.
La renda mediana per habitatge era de 32.244$ i la renda mediana per família de 42.260$. Els homes tenien una renda mediana de 31.833$ mentre que les dones 20.383$. La renda per capita de la població era de 18.390$. Entorn del 6,5% de les famílies i el 12% de la població estaven per davall del llindar de pobresa.

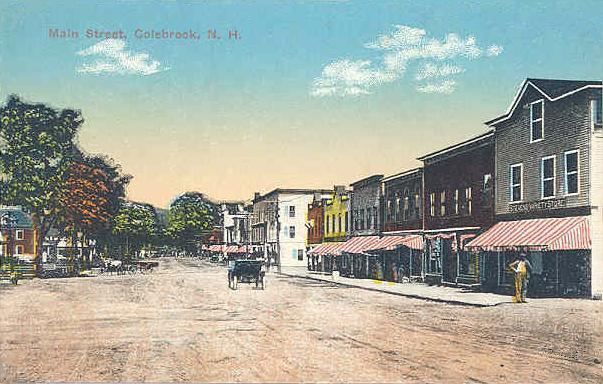
Main Street, Colebrook, 1915